# 안동수 (법조인)
안동수(安東洙, 1941년 3월 3일 ~ )는 대한민국의 법조인으로 본관은 광주이다. 2001년 5월 21일에 김대중 대통령에 의해 법무부 장관으로 임명되었으나 정권 재창출을 위해 김대중 대통령에게 충성하겠다는 서약이 담긴 메모로 인하여 같은 해 5월 23일에 취임한 지 불과 43시간 만에 사임하면서 대한민국의 역대 법무부 장관 중에서 최단 임기 기록을 갖게 되었다.

## 생애
충청남도 서천군 한산면 지현리 출신으로 한산초등학교, 한산중학교를 졸업하고 가족들과 함께 서울특별시로 이주했다. 중앙고등학교를 졸업한 다음에 1962년에 실시된 고등고시 사법과에 합격했고 1963년에 서울대학교에서 법학과 학사 학위를 취득했다. 서울대학교에서 사법대학원 과정을 수료한 다음에 경희대학교 경영대학원에서 연구 과정을 이수했다. 1971년에 미국 캘리포니아 대학교 버클리 법과대학원에 입학하여 《고문에 의한 자백에 관한 연구》라는 논문을 발표했다.
1972년에 대한민국으로 귀국한 이후에 대한민국 육군 제6군단 보통군사법원 검찰관, 육군 군사법원 군판사로 근무했으며 부산지방검찰청·대구지방검찰청·서울남부지방검찰청·인천지방검찰청에서 검사로 근무했다. 또한 부산대학교, 영남대학교에서 법정대학 강사로 근무하기도 했다. 1975년부터 변호사로 근무했고 1990년에는 안동수무료법률상담소를 설립했다. 민주당 인권위원장, 민주당·새천년민주당 서울 서초구 을 지구당 위원장을 역임했으며 1992년·1996년·2000년에 실시된 제14·15·16대 국회의원 선거에서 출마했으나 모두 신한국당(민주자유당 시절 포함)·한나라당의 김덕룡 후보에게 패배하여 낙선했다.
2001년 5월 21일에는 김대중 대통령에 의해 제50대 법무부 장관으로 임명되었다. 하지만 정권 재창출을 위해 김대중 대통령에게 충성하겠다는 서약이 담긴 메모가 언론의 보도를 통해 확인되면서 파문이 확산되었고 2001년 5월 23일에 취임한 지 불과 43시간 만에 사임했다. 2004년에는 대한태권도협회 고문을 역임했고 2006년 7월 27일에는 한국스포츠중재위원회 초대 위원장으로 선임되었다. 2008년 12월 15일에는 스포츠 중재 재판소(CAS) 중재 위원으로 선임되었다.

## 역대 선거 결과
|  | 31.29% |

|  | 29.64% |

|  | 43.25% |